# Alexandra Peak
Alexandra Peak är en bergstopp i Kanada.   Den ligger i provinsen British Columbia, i den sydvästra delen av landet, 3 700 km väster om huvudstaden Ottawa. Toppen på Alexandra Peak är 1 983 meter över havet, eller 1 062 meter över den omgivande terrängen. Bredden vid basen är 15,3 km.
Terrängen runt Alexandra Peak är bergig åt sydväst, men åt nordost är den kuperad.Runt Alexandra Peak är det mycket glesbefolkat, med 5 invånare per kvadratkilometer.. Det finns inga samhällen i närheten. 
I omgivningarna runt Alexandra Peak växer i huvudsak barrskog.